# Euphronia acuminatissima
Euphronia acuminatissima là một loài thực vật có hoa trong họ Euphroniaceae. Loài này được Steyerm. mô tả khoa học đầu tiên năm 1987.